# Quins
Quins är en kommun i departementet Aveyron i regionen Occitanien i södra Frankrike. Kommunen ligger  i kantonen Naucelle som ligger i arrondissementet Rodez. År 2022 hade Quins 885 invånare.

## Befolkningsutveckling
Antalet invånare i kommunen Quins
Referens: INSEE